# Manny Diaz

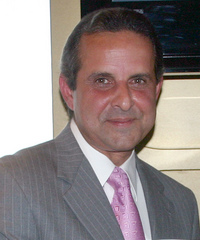
Manny Diaz (2008)

Manuel Alberto Díaz (genannt Manny Diaz; * 5. November 1954 in Havanna, Kuba) war von 2001 bis 2009 der Bürgermeister von Miami, Florida. Er gehörte keiner politischen Partei an. 
1977 erreichte Diaz seinen Bachelor in Politikwissenschaften an der Florida International University und erhielt 1980 den Doktor der Rechtswissenschaften von der University of Miami School of Law. 
Er war praktizierender Rechtsanwalt, als er als Nachfolger von Joe Carollo zum Bürgermeister von Miami gewählt wurde. 2006 wurde er für eine zweite Amtszeit wiedergewählt.
2004 wurde Diaz vom Manhattan Institute zum „Urban Innovator of the Year“ („Stadtplaner des Jahres“) gewählt.
Diaz ist verheiratet und Vater von vier Kindern.

## Werke
- Miami Transformed: Rebuilding America One Neighborhood, One City at a Time. University of Pennsylvania Press, Philadelphia 2012, ISBN 9780812244649.

## Weblink
| Personendaten    | Personendaten                      |
| ---------------- | ---------------------------------- |
| NAME             | Diaz, Manny                        |
| ALTERNATIVNAMEN  | Díaz, Manuel Alberto (Geburtsname) |
| KURZBESCHREIBUNG | US-amerikanischer Politiker        |
| GEBURTSDATUM     | 5. November 1954                   |
| GEBURTSORT       | Havanna, Kuba                      |